# UP network
UP network byla česká placená dokumentárně-informační televizní stanice věnující se výhradně letectví. Vysílala v České republice a na Slovensku v češtině a v Belgii a Nizozemsku v angličtině s nizozemskými titulky. Provozovatelem stanice byla společnost EFB NETWORK s.r.o.

## Historie
V pátek 14. dubna 2017 ve 20 hodin byl v česko-slovenské satelitní platformě Skylink spuštěn dokumentární kanál věnující se tématu letectví ve všech jeho podobách, stanice UP network. Zahájení vysílání, jemuž nepředcházelo vysílání promo smyčky, se neobešlo bez prvotních technických problémů se zvukem, kdy byla v pozadí zvuku slyšet ozvěna. Díky vzniklému problému kanál odstartoval s třináctiminutovým zpožděním. Prvním vysílaným pořadem bylo zpravodajství UP News. V první den vysílání byl kanál dostupný pro 2,5 milionů domácností v České republice, na Slovensku, Belgii a Nizozemsku. Zařazení programu do nabídek operátorů v dalších zemích provozovatel vyjednával. V dubnu se pracovalo na spuštění titulků v nizozemštině. Grafiku stanice vytvořil Miroslav Šišma z newyorského Simbling Rivalry Studia, a znělky Nórbert Kovacs.
Televize byla u satelitního operátora Skylink dočasně dostupná v základní nabídce Digital, později byla přesunuta do vyššího placeného balíčku Smart. Kanál vysílal ve standardním rozlišení.
Dne 19. dubna 2017 byla stanice zařazena do nabídky satelitních platforem Magio Sat a Nová Digi TV SK, kde nahradil SD verzi kanálu National Geographic Channel.
V květnu 2017 byla stanice přidána do nabídky IPTV operátora T-Mobile TV.
Ve středu 7. června 2017 uvedla stanice novou talk show s názvem Up World – Prague. Pořad moderoval poslanec hnutí Úsvit Marek Černoch a účinkovali v něm letecký expert Lukáš Musil, pilot Petr Nechanický a kapitán ve výslužbě Karel Mündel. Natáčení proběhlo v leteckém simulátoru Boeingu 747 v Praze. Do budoucna se zvažovalo vysílání i z jiných evropských měst. Talk show se věnovala událostem z leteckého světa a průmyslu uplynulého týdne, ekonomické stránce letectví, novinkám, zážitkům a zkušenostem pilotů, techniků a leteckých spisovatelů.
Z nabídky největšího IPTV operátora v České republice byl pro extrémně nízkou sledovanost vyřazen kanál AXN a jeho pozice obsazena dokumentární stanicí UP network. O pár dní později došlo také k přidání tohoto kanálu do nabídky Lepší.TV.

## TV pořady

### Filmy
- Poslední let
- Let do minulosti

### Dokumenty
- A380 – Největší letadla světa
- AROUND THE WORLD
- B2: Tajemství
- Dopoledne plné záhad
- Jak se vyrábí Lear Jet
- Jedinečná letiště - Dubai
- Letečtí válečníci
- Letiště a pašeráci
- MAYDAY
- Mega opravy: Boeing 767
- Multimilionový byznys
- Nebezpečné létání na Aljašce
- Nejlepší letadla světa
- Nejmenší letadla světa
- Neuvěřitelné létající stroje
- Nouzové přistání
- Pašeráci na JFK
- Piloti džungle
- Přežít na obloze
- Šokující letecké příběhy
- UPSIDE DOWN

### Vlastní tvorba
- UP NEWS HOUR
- Up News
Zpravodajský pořad představující novinky v letectví, na letištích, letadlech a letadla celebrit. Pořad se věnuje také incidentům na letištích a letadlech.
- UP WORLD – Prague
 Talk show moderovaná poslancem hnutí Úsvit Markem Černochem věnující se událostem z leteckého světa a průmyslu uplynulého týdne, ekonomické stránce letectví, novinkám, zážitkům a zkušenostem pilotů, techniků a leteckých spisovatelů.

## Dostupnost

### Satelitní vysílání
| Družice              | Frekvence (GHz), SR, FEC | Platforma                            | Kódování                                                         | Vysílací čas (SEČ) | Poznámka                                                |
| -------------------- | ------------------------ | ------------------------------------ | ---------------------------------------------------------------- | ------------------ | ------------------------------------------------------- |
| Astra 3B (23.5°E)    | 11.798/H, 29500, 3/4     | Skylink, Canal Digitaal, TV Vlandern | Cryptoworks, Irdeto 2, Mediaguard 2, Nagravision 3, Viaccess 5.0 | 24 hodin           | Dostupný v češtině, angličtině a s nizozemskými titulky |
| Intelsat 10-02 (1°W) | 12.643/V, 26660, 2/3     | Nová Digi TV SK                      | Conax, Nagravision 3                                             | 24 hodin           | Dostupný v češtině                                      |

### IPTV operátoři
Níže je uveden seznam IPTV operátorů, ve kterých je nabízen program UP network.

### Česko
- Kuki
- O2 TV
- T-mobile TV[6]
- Lepší.TV